# Conrad Dasypodius

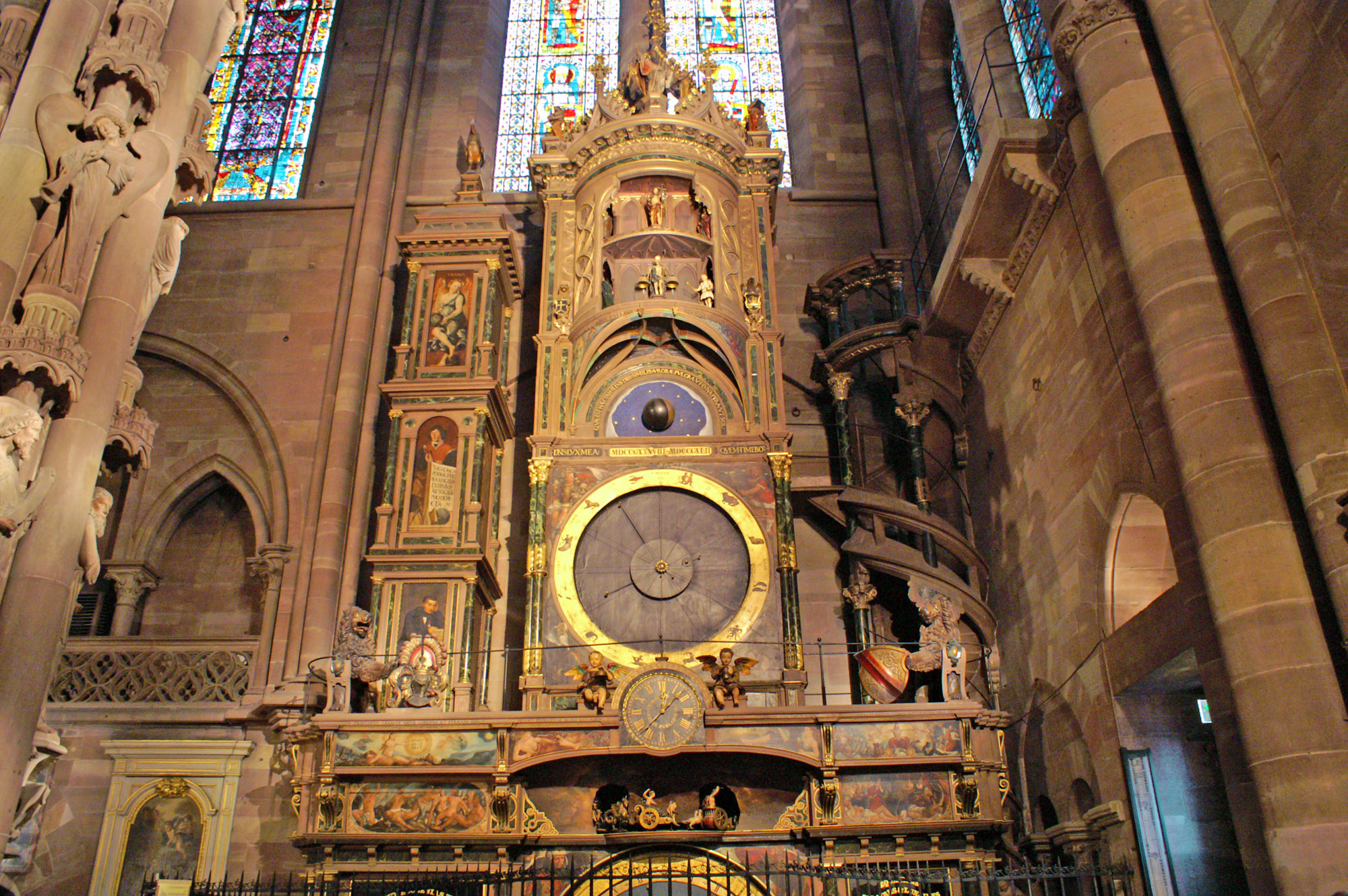
Die astronomische Uhr im Straßburger Münster

Conrad Dasypodius (* 1530/1532 in Frauenfeld; † 22./26. April 1600/1601 in Straßburg), eigentlich wohl Konrad Hasenfratz oder ähnlich, war Schweizer Mathematiker und Astronom, Sohn von Petrus Dasypodius (um 1490–1559, eigentl. wohl Peter Hasenfratz oder ähnlich), Humanist und Lexikograf.

## Leben und Schaffen
1568 veröffentlichte er ein Werk über die heliozentrische Theorie von Nicolaus Copernicus, Hypotyposes orbium coelestium congruentes cum tabulis Alfonsinis et Copernici seu etiam tabulis Prutenicis editae a Cunrado Dasypodio. Unklar ist, ob Dasypodius die Theorie von Copernicus voll annahm, oder eher die „Wittenberger Interpretation“.
Dasypodius war verantwortlich für die Astronomische Uhr im Straßburger Münster, die 1572 bis 1574 von Isaac Habrecht und Josias Habrecht erbaut wurde. Von Dr. Tiedemann Giese bekam Dasypodius ein Porträt von Copernicus aus dem Nachlass des Bischofs Tiedemann Giese als Vorlage für den Maler Tobias Stimmer.

## Werke

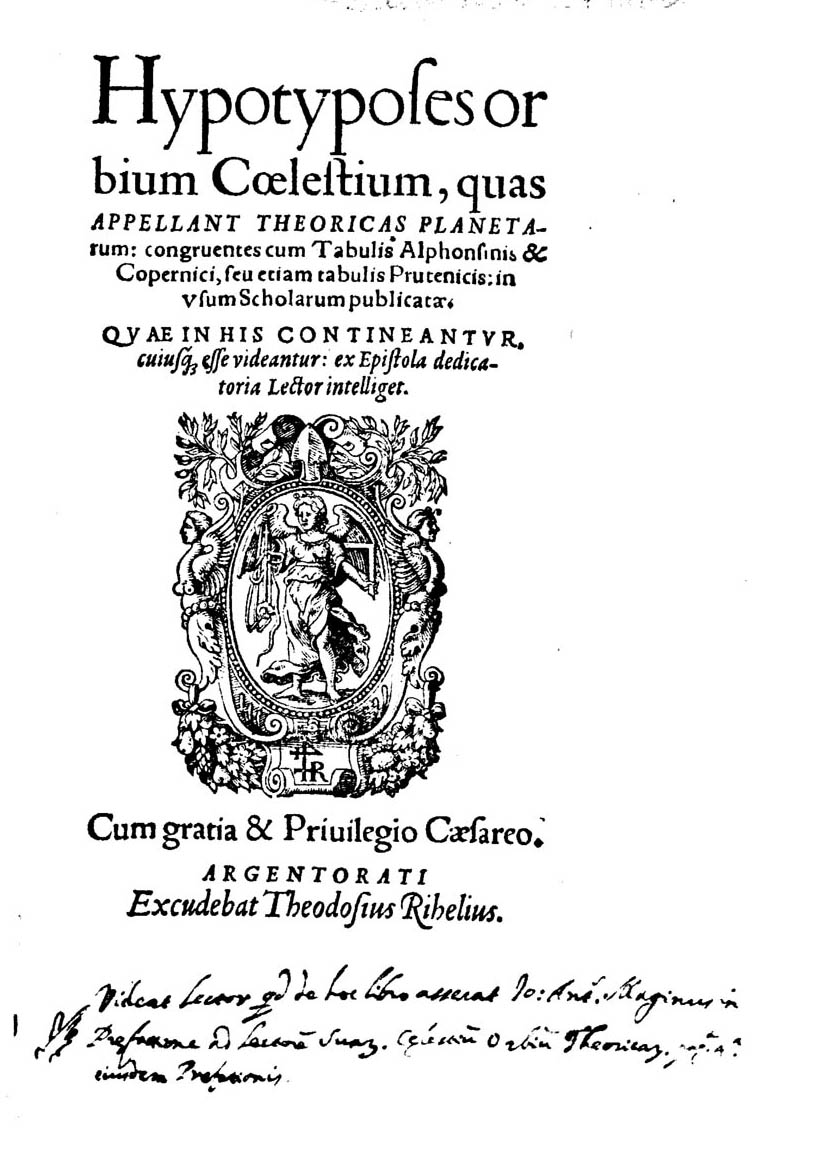
Hypotyposes orbium coelestium, 1568

- Euclidis Catoptrica, 1557 Digitalisat 1, Digitalisat 2
- Euclidis quindecim elementorum geometriae secundum, 1564 Digitalisat
- Propositiones reliquorum librorum geometriae Euclidis, 1564 Digitalisat 1, Digitalisat 2
- (avec Christoph Herlin) Analysis geometriæ sex librórum Euclidis (1566), impr. J. Richelius, Strasbourg, Digitalisat
- Hypotyposes orbium coelestium, 1568 Digitalisat
- Eukleidu Stoicheiōn to Prōton, 1570 Digitalisat
- Mathematicum, complectens praecepta, 1570 Digitalisat
- Eukleidu Protaseis, 1570 Digitalisat
- Euclidis elementorum liber primus, 1571 Digitalisat
- Sphæricæ doctrinæ propositiones Græcæ et latinæ : Theodosi de sphæra libri III, De habitationibus liber, de Diebus et noctibus libri II. Autolici de sphæra mobili liber. De ortu et occasu stellarum libri II... (1572), impr. Christian Mylius, Strasbourg Digitalisat
- Lexicon seu dictionarium mathematicum (1573)  (8 vol. 4).
- Kalender oder Laaßbüchlein sampt der Schreibtafel, Mässen vnd Jarmärckren [!] auff das M.D.LXXIIII. Jar , 1573
- Wahrhafftige Außlegung des astronomischen Uhrwerks zu Straßburg, 1578 Digitalisat
- Brevis doctrina de cometis & cometarum effectibus, 1578 Digitalisat
- In Cl. Ptolemaei de astrorum iudiciis, 1578 Digitalisat 1 Digitalisat 2
- Lexicon mathematicum, 1579 Digitalisat
- Isaaci Monachi Scholia In Evclidis Elementorvm Geometriae, 1579 Digitalisat
- Oratio Cunradi Dasypodii de disciplinis mathematicis... (1579), impr. Nicolaus Wyriot, Strasbourg  (1 vol. in-8°)
- Wahrhafftige Außlegung und Beschreybung des astronomischen Uhrwerks zu Straßburg, 1580 Digitalisat
- Heron mechanicus, (1580). Digitalisat
- Protheoria Mathematica, 1593 Digitalisat
- Institvtionvm Mathematicarvm Volvminis Primi, 1593 Digitalisat
- Institvtionvm Mathematicarvm Volvminis Primi Appendix, 1596 Digitalisat